# آشغال (ترانه)
«آشغال» یک ترانه اعتراضی اثر شروین حاجی‌پور است. او متن این ترانه را بر اساس رخدادهای پیرامون انتشار ترانه «برای…» و فشارهای نهادهای امنیتی ساخته است. پیام مشخص او از انتشار این ترانه این است که وطنش را ترک نخواهد کرد.
ترانه «آشغال» تا به امروز توانست نزدیک به ۵۰ میلیون بازدید را در صفحه اینستاگرام خودش کسب کند.

## پیش زمینه
حاجی‌پور در ۲۰ دی ۱۴۰۲ موزیک ویدیویی را منتشر کرد که با دوربین ثابت در حالت افقی-سلفی در یک اتاق (مشابه موزیک ویدیو آهنگ قبلی خود " برای ") ضبط شده بود. این ویدیو در ۲۴ ساعت اول پس از انتشار ۵۰ میلیون بازدید در اینستاگرام به دست آورد.
«آشغال» نوشته، تهیه‌کنندگی و آهنگسازی خود حاجی‌پور خودش است. این یک تصنیف راک نرم است که با گیتار الکترونیکی و پرکاشن همراه است.